# Stříbrné Hory
Stříbrné Hory település Csehországban, a Havlíčkův Brod-i járásban. Stříbrné Hory Žižkovo Pole, Přibyslav, Pohled, Krátká Ves és Dlouhá Ves településekkel határos. Lakosainak száma 239 fő (2024. január 1.).

## Népesség
A település lakosságának változását az alábbi diagram mutatja:
| Lakosok száma | 133  | 324  | 312  | 287  | 278  | 251  | 254  | 251  | 253  | 239  |
|               | 1869 | 1900 | 1921 | 1961 | 1980 | 2011 | 2016 | 2019 | 2021 | 2024 |